# Bauhinia xerophyta
Bauhinia xerophyta là một loài thực vật có hoa trong họ Đậu. Loài này được Du Puy & R.Rabev. miêu tả khoa học đầu tiên.